# بیمارستان امام علی (چابهار)
بیمارستان امام علی بیمارستانی است درمانی واقع در شهر چابهار، استان سیستان و بلوچستان وابسته به دانشکده علوم پزشکی چابهار است.